# بخش میفلین (شهرستان ویاندوت، اوهایو)
بخش میفلین (به انگلیسی: Mifflin Township) یک منطقهٔ مسکونی در ایالات متحده آمریکا است که در شهرستان وایندات، اوهایو واقع شده‌است.
 بخش میفلین ۹۴٫۶ کیلومتر مربع مساحت و ۸۰۴ نفر جمعیت دارد و ۲۶۴ متر بالاتر از سطح دریا واقع شده‌است.